# Sziszeki egyházmegye
A Sziszeki egyházmegye (latinul Dioecesis Sisciensis, horvátul Sisačka biskupija) egy római katolikus egyházmegye Horvátországban, püspöki székhelye Sziszek. Az egyházmegye jelenlegi püspöke Vlado Košić.

## Története

### Ókeresztény egyházmegye
A római Pannonia tartomány területén a 4. századtól kezdve Siscia alsóbbrendű püspökeit adták át. Az első Szent Quirinus (Kvirin) volt, akit szentként tisztelnek, és az egyházmegye védőszentje.
Sirmium 441-es bukása után a Sisiciai egyházmegye csatlakozott a |Salonai egyházmegyéhez.
530 és 579 között ismét saját püspöke volt.
A 6. század végétől az egyházmegyét már nem említik.
A 11. században a terület az újonnan alapított Zágrábi egyházmegye része lett.
Püspökök
- Sisciai Quirine (309)
- Marcus (343)
- I. Constantius (381)
- János (530)
- Constantius II (532)
- Vindemius (579, 590)[1]

### Címzetes egyházmegye
1999 májusától Sziszek címzetes egyházmegye volt. Az egyetlen címzetes püspök Nikola Eterović (* Pučišća, 1951 ; ≈ 1977-ben a hvari egyházmegye papja), majd kúriális püspök, jelenleg pedig nuncius Németországban.

### Modern egyházmegye
A plébániák 2009-ig a Zágrábi (fő)egyházmegyéhez tartoztak. Egy egyháztörténeti szempontból rendkívül ritka esetben a címzetes püspökséget tényleges püspökséggé alakították: a Sziszeki egyházmegyét 2009. december 5-én alapította XVI. Benedek pápa az Antiquam fidem apostoli alkotmány[2] által. A püspöki székhely az azonos nevű horvát városban, Sziszekben található. Az egyházmegye megalakulásának napján Vlado Košić zágrábi segédpüspököt nevezték ki az egyházmegye első püspökének. Az egyházmegye a Zágrábi érsekség 4 szuffragán egyházmegyének egyike. Az egyházmegye védőszentje Szent Quirinus vértanú (horvátul Sveti Kvirin Sisački), akit Rómában temettek el. A székesegyház súlyosan megsérült a 2020. december 29-i földrengésben[3], az összeomlás veszélyében lévő harangtornyot pedig a székesegyház párkányzatának szintjéig le kell bontani.[4]

## Szomszédos egyházmegyék
- Gospić-Zenggi egyházmegye (délnyugat)
- Zágrábi főegyházmegye (északnyugat)
- Belovár-Kőrösi egyházmegye (északkelet)
- Banja Luka-i római katolikus egyházmegye (délkelet)| - m - v - sz Horvátországi katolikus egyházmegyék                                                   | - m - v - sz Horvátországi katolikus egyházmegyék                                                                      |
| --------------------------------------------------------------------------------------------------- | --- |
| Diakovár-Eszéki érseki tartomány                                                                    | - Diakovár-Eszéki főegyházmegye - Pozsegai egyházmegye                                                                 |
| Fiumei érseki tartomány                                                                             | - Fiumei főegyházmegye - Gospić-Zenggi egyházmegye - Krki egyházmegye - Poreč-Pólai egyházmegye                        |
| Split-Makarskai érseki tartomány                                                                    | - Split-Makarskai főegyházmegye - Dubrovniki egyházmegye - Hvar-Brač-Visi egyházmegye - Šibeniki egyházmegye           |
| Zágrábi érseki tartomány                                                                            | - Zágrábi főegyházmegye - Belovár-Kőrösi egyházmegye - Kőrösi egyházmegye - Sziszeki egyházmegye - Varasdi egyházmegye |
| Közvetlenül az Apostoli Szentszék alá rendelt                                                       | - Zárai főegyházmegye                                                                                                  |
| Érseki tartományba be nem sorolt egyházmegyei szintű egyházkormányzati egység: Katonai ordinariátus | || Nemzetközi katalógusok | - VIAF: 305749427 |